# Lycosa muntea
Lycosa muntea este o specie de păianjeni din genul Lycosa, familia Lycosidae. A fost descrisă pentru prima dată de Roewer, 1960.
Este endemică în Congo. Conform Catalogue of Life specia Lycosa muntea nu are subspecii cunoscute.